# Тонкеріс (Теректинський район)
Тонкері́с (каз. Төңкеріс) — село у складі Теректинського району Західноказахстанської області Казахстану. Входить до складу Долинського сільського округу.
Населення — 431 особа (2021; 656 у 2009, 951 у 1999, 1424 у 1989).